# St Peter’s College (Auckland)
Das St Peter’s College ist eine katholische weiterführende Schule für Jungen in Auckland, Neuseeland.
Entsprechend dem Schulsystem in Neuseeland wird von Jahrgang 7 bis 13 unterrichtet, also vom Alter von 12 Jahren an bis zur Hochschulreife. Die Schule ist eine der ältesten und mit mehr als 1.200 Schülern eine der größten katholischen Schulen Neuseelands und beherbergt auch 70 Internatsschüler.
Das Motto der Schule ist „To Love and To Serve“ (Amare et Servire).